# Quận Ellis, Texas
Quận Ellis (tiếng Anh: Ellis County) là một quận trong tiểu bang Texas, Hoa Kỳ. Quận lỵ đóng ở thành phố Waxahachie6. Dân số theo điều tra năm 2010 là 149.610 người. Quận này là một phần của Dallas-Fort Worth Metroplex. Quận được đặt tên theo Richard Ellis, chủ tịch của hội nghị soạn thảo tuyên ngôn độc lập Texas. Quận được lập năm 1849.